# Gran Premio de Francia de Motociclismo de 1955
El Gran Premio de Francia de Motociclismo de 1955 fue la segunda prueba de la temporada 1955 del Campeonato Mundial de Motociclismo. El Gran Premio se disputó el 15 de mayo de 1955 en el Circuito de Reims.

## Resultados 500cc
Sólo cuatro marcas con dieciocho pilotos participaron en la carrera de 500cc: Gilera, Matchless, MV Agusta y Norton. Sin embargo, esta última marca ya no tenía equipo de fábrica y, por lo tanto, el compromiso se limitó a pilotos privados con una Norton Manx. Los esfuerzos de Matchless también fueron bastante limitados, ya que el Matchless G45 no era un candidato serio para la victoria. El ausente más importante fue Moto Guzzi, que estaba lejos de terminar con el desarrollo de la nueva Otto Cilindri. Geoff Duke, que se retiró en el Gran Premio de España de 1955 por problemas con el encendido, ganó por delante de su compañero de equipo Libero Liberati. Reg Armstrong llegó aún más retrasado pero se mantuvo a la cabeza de la clasificación del Mundial gracias a su tercer puesto. Solo once corredores llegaron a la meta. Entre ellos estaba el piloto de sidecar Florian Camathias, que merecidamente terminó séptimo.
| Pos. | Piloto            | Moto      | Tiempo/Retirado | Puntos |
| ---- | ----------------- | --------- | --------------- | ------ |
| 1    | Geoff Duke        | Gilera    | 1:22:52.8       | 8      |
| 2    | Libero Liberati   | Gilera    | +2:00.2         | 6      |
| 3    | Reg Armstrong     | Gilera    | +2:22.4         | 4      |
| 4    | Tito Forconi      | MV Agusta | +1 Vuelta       | 3      |
| 5    | Jacques Collot    | Norton    | +1 Vuelta       | 2      |
| 6    | Firmin Dauwe      | Norton    | +4 Vueltas      | 1      |
| 7    | Florian Camathias | Norton    | +4 Vueltas      |        |
| 8    | Marcel Beauvais   | Norton    | +4 Vueltas      |        |
| 9    | Jean-Pierre Bayle | Norton    | +5 Vueltas      |        |
| 10   | Pierre Monneret   | Gilera    | +8 Vueltas      |        |
| 11   | Carlo Bandirola   | MV Agusta | +10 Vueltas     |        |
| Ret  | Auguste Goffin    | Norton    | Ret             |        |
| Ret  | Hans Haldemann    | Norton    | Ret             |        |
| Ret  | Francis Flahout   | Norton    | Ret             |        |
| Ret  | John Storr        | Norton    | Ret             |        |
| Ret  | Robin Fitton      | Norton    | Ret             |        |
| Ret  | Nello Pagani      | MV Agusta | Ret             |        |
| Ret  | Peter Murphy      | Matchless | Ret             |        |
|      | Fuente:           |           |                 |        |

## Resultados 350cc
Ahora que Norton y AJS se habían rendido con sus equipos de fábrica, nada se interponía en el camino de la Moto Guzzi Monocilindrica 350: y todo el podio en esta carrera fue ocupado por sus pilotos. Aun así, el ganador fue sorprendente: Duilio Agostini fue un buen piloto en los campeonatos italianos, pero trabajó principalmente con el ingeniero Giulio Cesare Carcano como piloto de pruebas en las nuevas máquinas. Fue su primera victoria en una carrera del Mundial, pero también la última. Dickie Dale y Roberto Colombo le acompañaron en el podio.
| Pos. | Piloto          | Moto       | Tiempo/Retirado | Puntos |
| ---- | --------------- | ---------- | --------------- | ------ |
| 1    | Duilio Agostini | Moto Guzzi | 1:16:16.5       | 8      |
| 2    | Dickie Dale     | Moto Guzzi | +1.2            | 6      |
| 3    | Roberto Colombo | Moto Guzzi | +1:33.8         | 4      |
| 4    | Auguste Goffin  | Norton     |                 | 3      |
| 5    | Peter Murphy    | AJS        |                 | 2      |
| 6    | Jacques Collot  | Norton     |                 | 1      |
| 7    | John Storr      | Norton     |                 |        |
| 8    | Francis Flahaut | Norton     |                 |        |
| 9    | Robin Fitton    | Velocette  |                 |        |
| 10   | Bruno Böhrer    | Parilla    |                 |        |
| 11   | Tommy Wood      | Norton     |                 |        |
| 12   | Hans Haldemann  | Norton     |                 |        |
| 13   | Don Whelan      | AJS        |                 |        |
| 14   | René Guérin     | Norton     |                 |        |
| Ret  | Roy Amm         | Norton     | Ret             |        |
| Ret  | Ken Kavanagh    | Moto Guzzi | Ret             |        |

## Resultados 125cc
Aunque Luigi Taveri fue segundo en Francia, hizo un buen negocio porque ya había ganado la primera carrera. Esta vez Carlo Ubbiali ganó y el piloto de Mondial Giuseppe Lattanzi quedó tercero.
| Pos. | Piloto            | Moto      | Tiempo/Retirado | Puntos |
| ---- | ----------------- | --------- | --------------- | ------ |
| 1    | Carlo Ubbiali     | MV Agusta | 40:29.8         | 8      |
| 2    | Luigi Taveri      | MV Agusta | +18.8           | 6      |
| 3    | Giuseppe Lattanzi | Mondial   | +18.9           | 4      |
| 4    | Tarquinio Provini | Mondial   |                 | 3      |
| 5    | Angelo Copeta     | MV Agusta |                 | 2      |
| 6    | Romolo Ferri      | Mondial   |                 | 1      |
| 7    | Otto Krebs        | Mondial   |                 |        |
| 8    | Bill Webster      | MV Agusta |                 |        |
| 9    | Karl Kronmüller   | MV Agusta |                 |        |
| 10   | Willi Scheidhauer | MV Agusta |                 |        |
| Ret  | Florian Camathias | MV Agusta | Ret             |        |